# Павлова (Лодзинське воєводство)
Павлова (пол. Pawłowa) — село в Польщі, у гміні Зелюв Белхатовського повіту Лодзинського воєводства.
Населення — 132 особи (2011).
У 1975-1998 роках село належало до Пйотрковського воєводства.

## Демографія
Демографічна структура станом на 31 березня 2011 року:
|          | Загалом | Допрацездатний вік | Працездатний вік | Постпрацездатний вік |
| -------- | ------- | ------------------ | ---------------- | -------------------- |
| Чоловіки | 61      | 12                 | 40               | 9                    |
| Жінки    | 71      | 11                 | 39               | 21                   |
| Разом    | 132     | 23                 | 79               | 30                   |